# 红蕉
红蕉（学名：Musa coccinea）为芭蕉科芭蕉属的植物。分布在越南以及中国大陆的广西、广东、云南等地，生长于海拔600米的地区，一般生长在沟谷和水分条件良好的山坡上，目前尚未由人工引种栽培。

## 别名
指天蕉（云南河口），芭蕉红（云南金平）